# Poets' Corner

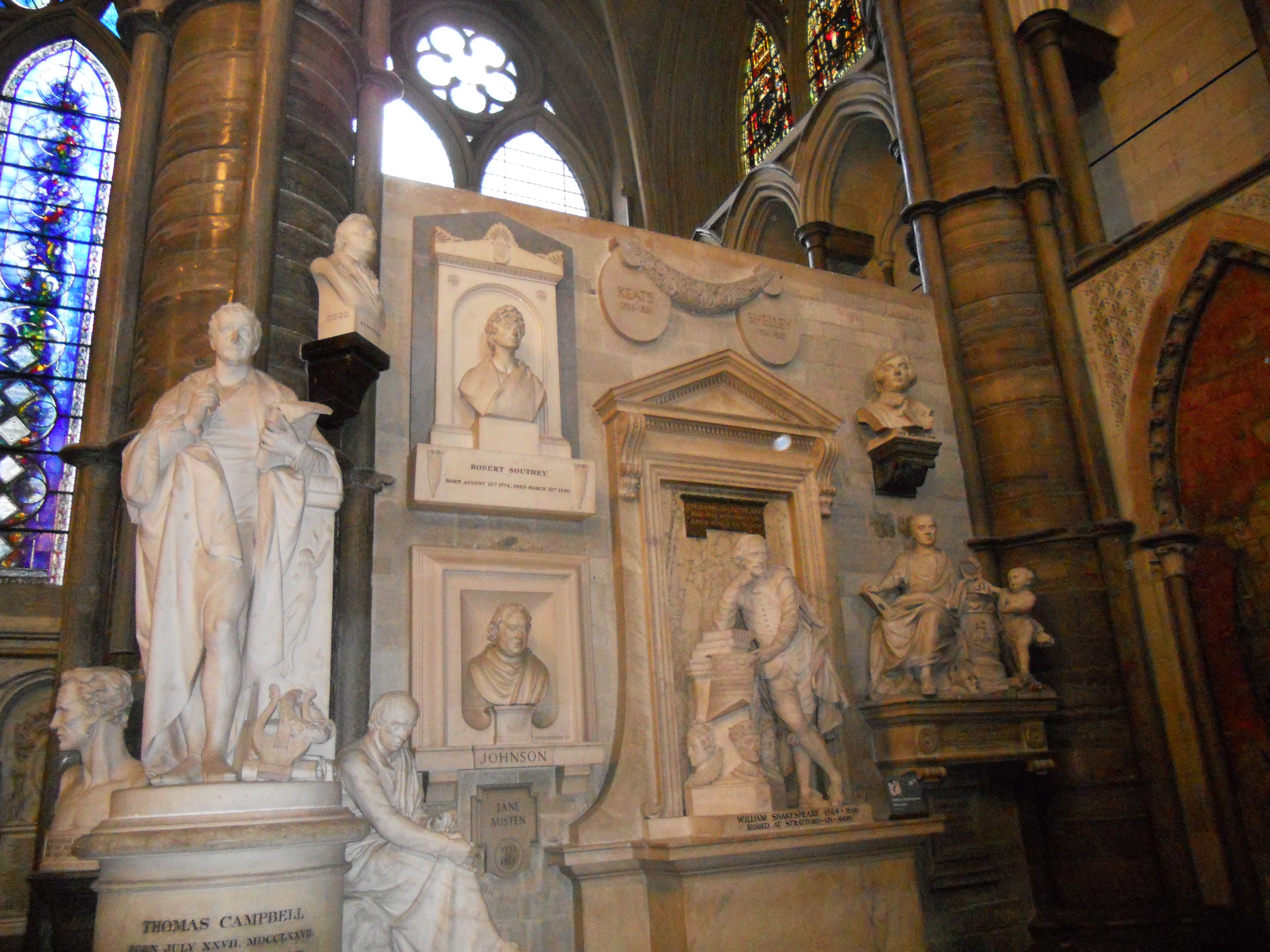
Memoriali di Shakespeare, Ben Jonson e Jane Austen nel Poets' Corner

Il Poets' Corner, letteralmente Angolo dei poeti, è il nome con cui viene ricordata una sezione del transetto meridionale dell'Abbazia di Westminster in cui sono stati sepolti o vengono semplicemente commemorati alcuni dei grandi nomi della letteratura inglese. Il primo poeta ad esservi sepolto fu Geoffrey Chaucer e nel corso dei secoli successivi l'Angolo dei Poeti è diventato il luogo di sepoltura di numerose personalità di spicco della cultura britannica, che sono in gran parte scrittori.

## Storia
Nel 1400 Geoffrey Chaucer fu sepolto nel transetto meridionale dell'Abbazia di Westminster, anche se la decisione aveva più a che fare con il suo importante ruolo amministrativo al Palazzo di Westminster che con la sua fama da poeta e autore dei Racconti di Canterbury. La fama come luogo di sepoltura di grandi poeti nacque oltre un secolo e mezzo dopo, quando l'antiquario Nicholas Brigham fece erigere un monumento funebre per Chaucer nel 1556 e tre anni dopo Edmund Spenser fu il secondo poeta ad esservici sepolto, inaugurando così questa tradizione. La sezione del transetto non ospita solo grandi letterati, ma anche le tombe di diversi decani e canonici dell'Abbazia, oltre che quella di Thomas Parr, la cui straordinaria longevità si diceva attestarsi a 152 anni.
La sepoltura o commemorazione nell'angolo dei poeti non avviene necessariamente dopo la morte dell'autore: Lord Byron, per esempio, morì nel 1824 ma il memoriale in suo onore fu eretto soltanto nel 1969, dato che la sua vita scandalosa offuscò a lungo i suoi meriti artistici dopo la sua morte. William Shakespeare invece, che è sepolto a Stratford-upon-Avon, morì nel 1616 ma non ottenne un monumento funebre (progettato da William Kent) nell'angolo dei poeti prima del 1740. Durante il XVIII secolo iniziò l'abitudine di seppellire in questo luogo anche gli attori, una prassi a cui il decano Samuel Horsley si oppose fermamente, rifiutando la sepoltura dell'attrice Kitty Clive per evitare che il "Poet's Corner" diventasse un "camerino gotico". Notevole è invece l'assenza di Ben Jonson, che fu tumulato per sue volere nella navata settentrionale dell'abbazia.
Sul finire del XX secolo lo spazio sul pavimento e le pareti cominciò a scarseggiare e fu così deciso di installare una vetrata commemorativa in onore di Edward Horton Hubbard su cui verranno incisi, nel corso degli anni, venti nomi di personaggi che hanno segnato la cultura britannica. Attualmente, sulla vetrata sono stati incisi solo sei nomi, l'ultimo dei quali, quello di Elizabeth Gaskell, fu aggiunto il 25 settembre 2010.

## Sepolture
| Immagine                                      | Nome                      | Data di nascita | Data di morte | Età   | Occupazione                          |
| --------------------------------------------- | ------------------------- | --------------- | ------------- | ----- | ------------------------------------ |
|                                               | Robert Adam               | 1729            | 1792          | 63    | Architetto                           |
|                                               | Isaac Barrow              | 1630            | 1677          | 46    | Matematico                           |
|                                               | Francis Beaumont          | 1584            | 1616          | 31–32 | Drammaturgo                          |
| ...                                           | John Beaumont             | 1583            | 1627          | 43–44 | Poeta                                |
| ...                                           | William Benson            | ?               | 1549          | ?     | Abate di Westminster                 |
| Mary Eleanor Bowes and her husband John Lyon. | Mary Eleanor Bowes        | 1749            | 1800          | 51    | Poetessa e drammaturga               |
|                                               | Robert Browning           | 1812            | 1889          | 77    | Poeta e drammaturgo                  |
|                                               | Richard Busby             | 1606            | 1695          | 88–89 | Preside                              |
|                                               | William Camden            | 1551            | 1623          | 72    | Storico e antiquario                 |
|                                               | Thomas Campbell           | 1777            | 1844          | 66    | Poeta e drammaturgo                  |
|                                               | Henry Francis Cary        | 1772            | 1844          | 72    | Letterato e traduttore               |
|                                               | Isaac Casaubon            | 1559            | 1614          | 55    | Classicista                          |
|                                               | William Chambers          | 1723            | 1796          | 75    | Architetto                           |
|                                               | Geoffrey Chaucer          | c. 1343         | 1400          | 56–57 | Poeta                                |
|                                               | Abraham Cowley            | 1618            | 1667          | 48–49 | Poeta                                |
|                                               | Richard Cumberland        | 1732            | 1811          | 79    | Drammaturgo                          |
|                                               | William Davenant          | 1606            | 1668          | 62    | Poeta e drammaturgo                  |
|                                               | John Denham               | 1614/1615       | 1669          | 63–65 | Poeta                                |
|                                               | Charles Dickens           | 1812            | 1870          | 58    | Scrittore                            |
|                                               | Michael Drayton           | 1563            | 1631          | 67–68 | Poeta                                |
|                                               | John Dryden               | 1631            | 1700          | 68    | Poeta e drammaturgo                  |
| ...                                           | Adam Fox                  | 1883            | 1977          | 93–94 | Accademico e canonico di Westminster |
|                                               | David Garrick             | 1717            | 1779          | 61    | Drammaturgo e attore                 |
|                                               | John Gay                  | 1685            | 1732          | 47    | Poeta e drammaturgo                  |
|                                               | William Gifford           | 1756            | 1826          | 70    | Poeta                                |
|                                               | George Grote              | 1794            | 1871          | 76    | Storico                              |
|                                               | Richard Hakluyt           | c.1552          | 1616          | 63–64 | Scrittore                            |
|                                               | George Frideric Handel    | 1685            | 1759          | 74    | Compositore                          |
|                                               | Thomas Hardy              | 1840            | 1928          | 87    | Scrittore e poeta                    |
|                                               | Henry Irving              | 1838            | 1905          | 67    | Attore                               |
|                                               | Dr Samuel Johnson         | 1709            | 1784          | 75    | Scrittore                            |
|                                               | Rudyard Kipling           | 1865            | 1936          | 70    | Scrittore                            |
| ...                                           | Nicholas Litlington       | ?               | 1386          | ?     | Abate di Westminster                 |
|                                               | Thomas Macaulay           | 1800            | 1859          | 59    | Storico e poeta                      |
|                                               | James Macpherson          | 1736            | 1796          | 59    | Scrittore                            |
|                                               | John Masefield            | 1878            | 1967          | 88    | Poeta                                |
| ...                                           | Robert Moray              | 1608/9          | 1673          | 63–65 | Statista e filosofo                  |
|                                               | Gilbert Murray            | 1866            | 1957          | 91    | Accademico e traduttore              |
|                                               | Laurence Olivier          | 1907            | 1989          | 82    | Attore                               |
|                                               | Thomas Parr               | 1483            | 1635          | 152   | Noto per la sua longevità            |
|                                               | Matthew Prior             | 1664            | 1721          | 57    | Poeta e diplomatico                  |
|                                               | Nicholas Rowe             | 1674            | 1718          | 44    | Drammaturgo e poeta                  |
|                                               | Charles de Saint-Évremond | 1610            | 1703          | 93    | Critico e saggista                   |
|                                               | Richard Brinsley Sheridan | 1751            | 1816          | 64    | Drammaturgo e poeta                  |
|                                               | Robert South              | 1634            | 1716          | 81    | Poeta e teologo                      |
|                                               | Edmund Spenser            | c. 1552         | 1599          | 46–47 | Poeta                                |
| ...                                           | Robert Stapylton          | c.1607          | 1669          | 61–62 | Drammaturgo                          |
| ...                                           | Mary Steele               | 1678            | 1718          | 40    | Scrittrice                           |
|                                               | Alfred Tennyson           | 1809            | 1892          | 83    | Poeta                                |
|                                               | Connop Thirlwall          | 1797            | 1875          | 78    | Vescovo e storico                    |
| ...                                           | Thomas Triplet            | 1602            | 1670          | 68    | Prebendario                          |
| ...                                           | Owen Tudor                | 1429            | 1501          | 71–72 | Monaco                               |
|                                               | Eva Marie Veigel          | 1724            | 1822          | 98    | Ballerina                            |

## Memoriali
Oltre ad essere un luogo di sepoltura, l'angolo dei poeti ospita anche i memoriali di personaggi di spicco della cultura britannica.
| Immagine | Nome                                      | Data di nascita | Data di morte | Data del memoriale | Descrizione del monumento                | Occupazione              |
| -------- | ----------------------------------------- | --------------- | ------------- | ------------------ | ---------------------------------------- | ------------------------ |
|          | Joseph Addison                            | 1672            | 1719          | 1809               | Statua                                   | Poeta e saggista         |
|          | Christopher Anstey                        | 1724            | 1805          | 1807               | Tavoletta commemorativa                  | Poeta                    |
|          | Matthew Arnold                            | 1822            | 1888          | 1989               | Busto e tavoletta commemorativi          | Poeta                    |
|          | Peggy Ashcroft                            | 1907            | 1991          | 2005               | Lapide sul pavimento                     | Attrice                  |
|          | W. H. Auden                               | 1907            | 1973          | 1974               | Lapide sul pavimento                     | Poeta                    |
|          | Jane Austen                               | 1775            | 1817          | 1967               | Lapide su una parete                     | Scrittrice               |
|          | John Betjeman                             | 1906            | 1984          | 1996               | Lapide sul pavimento                     | Poeta                    |
|          | William Blake                             | 1757            | 1827          | 1957               | Busto commemorativo                      | Poeta e incisore         |
| ...      | Barton Booth                              | 1681            | 1733          | 1772               | Monumento funebre                        | Attore                   |
|          | Charlotte Brontë                          | 1816            | 1855          | 1947               | Tavoletta commemorativa                  | Scrittrice               |
|          | Anne Brontë                               | 1820            | 1849          | 1947               | Tavoletta commemorativa                  | Scrittrice               |
|          | Emily Brontë                              | 1818            | 1848          | 1947               | Tavoletta commemorativa                  | Scrittrice               |
|          | Elizabeth Barrett Browning                | 1806            | 1861          | 1906               | Lapide sul pavimento                     | Poetessa                 |
|          | Fanny Burney                              | 1752            | 1840          | 2002               | Nome inciso sulla vetrata commemorativa  | Autore e drammaturgo     |
|          | Robert Burns                              | 1759            | 1796          | 1885               | Busto commemorativo                      | Poeta                    |
|          | Samuel Butler                             | 1612            | 1680          | 1721               | Busto commemorativo                      | Poeta                    |
|          | Lord Byron                                | 1788            | 1824          | 1969               | Lapide sul pavimento                     | Poeta                    |
|          | Cædmon                                    | fl.657          | fl.680        | 1966               | Lapide sul pavimento                     | Poeta                    |
|          | John Campbell                             | 1678            | 1743          | 1749               | Momuneto                                 | Militare e aristocratico |
|          | Lewis Carroll                             | 1832            | 1898          | 1982               | Lapide sul pavimento                     | Scrittore                |
|          | John Clare                                | 1793            | 1864          | 1989               | Lapide sul pavimento                     | Poeta                    |
|          | Samuel Taylor Coleridge                   | 1772            | 1834          | 1885               | Busto commemorativo                      | Poeta                    |
|          | George Eliot                              | 1819            | 1880          | 1980               | Lapide sul pavimento                     | Scrittrice               |
|          | T. S. Eliot                               | 1888            | 1965          | 1967               | Lapide sul pavimento                     | Scrittore                |
|          | David Frost                               | 1939            | 2013          | 2014               | Lapide sul pavimento                     | Giornalista              |
|          | Elizabeth Gaskell                         | 1810            | 1865          | 2010               | Nome inciso sulla vetrata commemorativa  | Romanziera               |
|          | Oliver Goldsmith                          | 1728            | 1774          | 1776               | Busto e tavoletta commemorativa          | Poeta e commediografo    |
|          | Adam Lindsay Gordon                       | 1833            | 1870          | 1934               | Busto commemorativo                      | Poeta                    |
| ...      | John Ernest Grabe                         | 1666            | 1711          | 1727               | Monumento                                | Teologo e sacerdote      |
|          | Thomas Gray                               | 1716            | 1771          | 1778               | Monumento                                | Poeta e storico          |
|          | Stephen Hales                             | 1677            | 1761          | 1761               | Monumento                                | Prete e scienziato       |
|          | Robert Herrick                            | 1591            | 1674          | 1994               | Nome inciso sulla vetrata commemorativa  | Poeta                    |
|          | Gerard Manley Hopkins                     | 1844            | 1889          | 1975               | Lapide sul pavimento                     | Poeta                    |
|          | A. E. Housman                             | 1859            | 1936          | 1996               | Nome inciso sulla vetrata commemorativa  | Poeta e accademico       |
|          | Ted Hughes                                | 1930            | 1998          | 2011               | Lapide sul pavimento                     | Poeta                    |
|          | Henry James                               | 1843            | 1916          | 1976               | Lapide sul pavimento                     | Author                   |
|          | Ben Jonson                                | 1572            | 1637          | 1723               | Tavoletta commemorativa                  | Poeta e commediografo    |
|          | John Keats                                | 1795            | 1821          | 1954               | Lapide sulla parete                      | Poeta                    |
|          | John Keble                                | 1792            | 1866          | 1873               | Busto                                    | Poeta                    |
| ...      | Philip Larkin                             | 1922            | 1985          | 2016               | Lapide sul pavimento                     | Poeta e scrittore        |
|          | D. H. Lawrence                            | 1885            | 1930          | 1985               | Lapide sul pavimento                     | Scrittore                |
|          | Edward Lear                               | 1812            | 1888          | 1988               | Lapide sul pavimento                     | Scrittore                |
| ...      | C. S. Lewis                               | 1898            | 1963          | 2013               | Lapide sul pavimento                     | Scrittore                |
|          | Jenny Lind                                | 1820            | 1887          | 1894               | Lapide su un muro                        | Soprano                  |
|          | Henry Wadsworth Longfellow                | 1807            | 1882          | 1884               | Busto commemorativo                      | Poeta                    |
|          | F. W. Maitland                            | 1850            | 1906          | 2001               | Lapide sul pavimento                     | Storico                  |
|          | Christopher Marlowe                       | 1564            | 1593          | 2002               | Nome inciso sulla vetrata commemorativa  | Drammaturgo e poeta      |
|          | William Mason                             | 1724            | 1797          | 1799               | Monumento                                | Poeta                    |
| ...      | Thomas May                                | 1595            | 1650          | 1880               | Lapide sul muro                          | Poeta e drammaturgo      |
|          | John Milton                               | 1608            | 1674          | 1737               | Monumento                                | Poeta                    |
|          | John Philips                              | 1676            | 1709          | 1710               | Monumento                                | Poeta                    |
|          | Alexander Pope                            | 1688            | 1744          | 1994               | Nome inciso sulla vetrata commemorativa  | Poeta                    |
|          | John Pringle                              | 1707            | 1782          | ...                | Monumentoo                               | Medico militare          |
|          | Hannah Pritchard                          | 1711            | 1768          | ...                | Monumento                                | Attrice                  |
|          | John Ruskin                               | 1819            | 1900          | 1902               | Bassorilievo in bronzo                   | Poeta e critico          |
|          | Walter Scott                              | 1771            | 1832          | 1897               | Busto commemorativo                      | Scrittore                |
| ...      | Thomas Shadwell                           | c.1642          | 1692          | c.1700             | Monumento                                | Poeta e drammaturgo      |
|          | William Shakespeare                       | 1564            | 1616          | 1740               | Monumento                                | Poeta e drammaturgo      |
|          | Granville Sharp                           | 1735            | 1813          | 1816               | Monumento                                | Abolizionista            |
|          | Percy Bysshe Shelley                      | 1792            | 1822          | 1954               | Lapide sul muro                          | Poeta                    |
|          | Robert Southey                            | 1774            | 1843          | 1845               | Monumento                                | Poeta                    |
|          | William Makepeace Thackeray               | 1811            | 1863          | 1865               | Busto commemorativo                      | Scrittore                |
|          | James Thomson                             | 1700            | 1748          | 1762               | Monumento                                | Poeta e drammaturgo      |
|          | Dylan Thomas                              | 1914            | 1953          | 1982               | Lapide sul pavimento                     | Poeta                    |
|          | Anthony Trollope                          | 1815            | 1882          | 1993               | Lapide sul pavimento                     | Autore                   |
|          | William Vincent                           | 1739            | 1815          | c.1815 1           | Monumento                                | Decano di Westminster    |
|          | Oscar Wilde                               | 1854            | 1900          | 1995               | Vetro inciso sulla vetrata commemorativa | Scrittore e critico      |
|          | William Wordsworth                        | 1770            | 1850          | 1854               | Monumento                                | Poeta                    |
|          | James Wyatt                               | 1746            | 1813          | ...                | Monumento                                | Architetto               |
|          | Sir Pelham Grenville ('PG') Wodehouse KBE | 1881            | 1975          | 2019               | Monumento                                | Scrittore e umorista     |

### Poeti di guerra
Una lastra commemorativa ricorda i nomi dei sedici "war poets" della prima guerra mondiale. Il memoriale fu inaugurato l'11 novembre 1985 per commemorare il sessantasettesimo anniversario dell'armistizio. Essi sono:
- Richard Aldington (1892-1962)
- Laurence Binyon (1869-1943)
- Edmund Blunden (1896-1974)
- Rupert Brooke (1887-1915)
- Wilfrid Wilson Gibson (1878-1962)
- Robert Graves (1895-1915)
- Julian Grenfell (1888-1915)
- Ivor Gurney (1890-1937)
- David Jones (18951974)
- Robert Nichols (1893-1944)
- Wilfred Owen (1893-1918)
- Herbert Read (1893-1968)
- Isaac Rosenberg (1890-1918)
- Siegfried Sassoon (1886-1967)
- Charles Sorley (1895-1915)
- Edward Thomas (1878-1917)

### Fondatori del Royal Ballet
Il 17 novembre 2009 è stata inaugurata una lapide commemorativa per i quattro fondatori del Royal Ballet:
- Ninette de Valois (1898-2001)
- Frederick Ashton (1904-1988)
- Constant Lambert (1905-1951)
- Margot Fonteyn (1919-1991)

## Nel resto dell'abbazia
Numerosi altri scrittore, poeti e drammaturghi sono commemorati nell'Abbazia, anche se non nell'angolo dei poeti:
- Robert Ayton (1570-1638)
- Aphra Behn (1640-1689)
- Edward Bulwer-Lytton (1803-1873)
- John Bunyan (1628-1688)
- Margaret Cavendish (1623-1673)
- William Cavendish (1592-1676)
- William Congreve (1670-1729)
- Noël Coward (1899-1973)
- William Cowper (1731-1800)
- Wentworth Dillon (1637-1685)
- Benjamin Disraeli (1804-1881)
- George Herbert (1593-1633)
- Robert Howard (1626-1698)
- Charles Kingsley (1819-1875)
- James Russell Lowell (1819-1891)
- Frederick Denison Maurice (1805-1872)
- Anne Oldfield (1683-1730)
- Henry Spelman (c. 1564-1641)
- Arthur Penrhyn Stanley (1815-1881)
- Sybil Thorndike (1883-1976)
- Ralph Vaughan Williams (1872-1958)
- Isaac Watts (1674-1748)

## Nome
1. ↑  (EN) PixelToCode pixeltocode.uk, Poets’ Corner, su Westminster Abbey. URL consultato l'8 gennaio 2021.
2. ↑  (EN) Curtis Perry e John Watkins, Shakespeare and the Middle Ages, OUP Oxford, 7 maggio 2009, ISBN 978-0-19-160967-1. URL consultato l'8 gennaio 2021.
3. ↑  (EN) Elizabeth Gaskell joins the greats in Poets' Corner, su The Independent, 23 ottobre 2011. URL consultato l'8 gennaio 2021.
4. ↑  "Yesterday morning, at half-past eleven o'clock, the remains of Dr. VINCENT, the Dean of Westminster, were interred in a private manner, at the back of DRYDEN's monument." The Times, 30 December 1815, p. 3